# Peter Billingsley
Peter Billingsley (született: Peter Michaelsen; New York, 1971. április 16. –) amerikai színész, rendező és producer.
Legismertebb alakítása Ralphie Parker az 1983-as Karácsonyi történet című filmben. Az MX bandita című filmben is szerepelt.

## Fiatalkora
New Yorkban született. Apja, Alwin Michaelsen pénzügyi tanácsadó, anyja Gail pedig Alwin egykori titkárnője volt. A Stork Club tulajdonosának, Sherman Billingsleynek az unokahúga és Glenn Billingsley unokatestvére, aki feleségül vette Barbara Billingsley színésznőt.
A családban mind az öt gyermek színészi pályát folytatott fiatalon. Az idősebb Billingsley-k, Dina és Win, főleg reklámfilmekben szerepeltek. Peter nővére, Melissa leginkább Maxx Davis szerepéről ismert a Me and Maxx című filmben.  A bátyja pedig számos sorozatban szerepelt.

## Pályafutása
A színészi pályáját csecsemőként kezdte reklámokban. Egyik ismertebb reklámja a Hershey volt. Első szerepe az 1978-as If Ever I See You Again című filmben volt. 1981-ben szerepelt a Papa, mama és egy baba című filmben. 1983-ban a Karácsonyi történet című filmben szerepelt. 1985-ben a Ki a főnök? című sorozatban szerepelt. 2006-ban a Szakíts, ha bírsz című filmben szerepelt. 2008-ban A Vasember című filmben szerepelt.

## Filmográfia

### Filmek
| Év   | Magyar cím               | Eredeti cím               | Szerep              | Magyar hang            |
| ---- | ------------------------ | ------------------------- | ------------------- | ---------------------- |
| 1978 |                          | If Ever I See You Again   | gyerek              |                        |
| 1981 | Mulató a sztrádán        | Honky Tonk Freeway        | kicsi Billy         |                        |
| 1981 | Papa, mama és egy baba   | Paternity                 | Tad                 |                        |
| 1982 |                          | Death Valley              | Billy               |                        |
| 1983 | Karácsonyi történet      | A Christmas Story         | Ralphie Parker      |                        |
| 1985 | MX bandita               | The Dirt Bike Kid         | Jack Simmons        | Alapi Gergely          |
| 1987 |                          | Russkies                  | Adam                |                        |
| 1989 | Tessék engem elrabolni   | Beverly Hills Brats       | Scooter             | Horváth Zoltán         |
| 1993 | Arcade – A halálos játék | Arcade                    | Nick                | Bor Zoltán             |
| 1994 |                          | The Sacred Firer          | Kyle Baker          |                        |
| 2003 | Mi a manó                | Elf                       | Ming Ming           |                        |
| 2006 | Szakíts, ha bírsz        | The Break-Up              | Andrew              | Holl Nándor            |
| 2006 |                          | Wild West Comedy Show     | önmaga              |                        |
| 2008 | Vasember                 | Iron Man                  | William Ginter Riva | Kajtár Róbert          |
| 2008 | Négy karácsony           | Four Christmases          | Reptéri jegykiadó   | Bordás János           |
| 2013 | A te eseted              | A Case of You             | Scott               | Horváth-Töreki Gergely |
| 2019 | Pókember: Idegenben      | Spider-Man: Far From Home | William Ginter Riva | Kajtár Róbert          |

### Televíziós szerepek
| Év         | Magyar cím                    | Eredeti cím                          | Szerep                            | Megjegyzések      |
| ---------- | ----------------------------- | ------------------------------------ | --------------------------------- | ----------------- |
| 1982       | A farm, ahol élünk            | Little House on the Prairie          | Gideon Hale                       | 1 epizód          |
| 1982       |                               | Massarati and the Brain              | Christopher 'The Brain' Massarati | tévéfilm          |
| 1982       |                               | Memories Never Die                   | Shawn Tilford                     | tévéfilm          |
| 1984       |                               | The Hoboken Chicken Emergency        | Arthur Bobowicz                   | tévéfilm          |
| 1985       | Ki a főnök?                   | Who's the Boss?                      | Bobby Walsh                       | 1 epizód          |
| 1985       |                               | The O'Briens                         | Son                               | tévéfilm          |
| 1985       | Út a mennyországba            | Highway to Heaven                    | Ridley                            | 2 epizód          |
| 1985–1986  |                               | Punky Brewster                       | Richmond Matzie                   | 2 epizód          |
| 1986       |                               | Tall Tales & Legends                 | Kevin                             | 1 epizód          |
| 1986       |                               | The Last Frontier                    | Marty Adamson                     | tévéfilm          |
| 1987       |                               | Carly's Web                          | Robert Krantz Jr.                 | tévéfilm          |
| 1990, 1994 |                               | CBS Schoolbreak Special              | Joey Martelli / Tony              | 2 epizód          |
| 1993       |                               | The Wonder Years                     | Micky Spiegel                     | 2 epizód          |
| 1995       |                               | Family Reunion: A Relative Nightmare | Mark McKenna Jr.                  | tévéfilm          |
| 1995–1997  |                               | Sherman Oaks                         | Billy Baker                       | főszereplő        |
| 1999       |                               | L.A. Heat                            | Lance Allan                       | 1 epizód          |
| 2008       |                               | Dinner for Five                      | önmaga                            | szereplő producer |
| 2013       |                               | Pursuit of the Truth                 | önmaga                            | zsűri producer    |
| 2020       | Challenger: Az utolsó repülés | Challenger: The Final Flight         | önmaga                            | 4 epizód          |

### Stábtagként

#### Filmek
| Év   | Magyar cím              | Eredeti cím                | Megjegyzések |
| ---- | ----------------------- | -------------------------- | ------------ |
| 2005 | Zathura – Az űrfogócska | Zathura: A Space Adventure | producer     |
| 2009 | Páros mellékhatás       | Couples Retreat            | rendező      |
| 2015 |                         | Prescription Thugs         | producer     |
| 2016 |                         | Term Life                  | rendező      |

#### Sorozatok
| Év        | Magyar cím       | Eredeti cím                  | Megjegyzések                                   |
| --------- | ---------------- | ---------------------------- | ---------------------------------------------- |
| 1999–2001 |                  | The X Show                   | producer                                       |
| 2000      |                  | The New Adventures of A.R.K. | író 1 epizód                                   |
| 2001–2004 |                  | Dinner for Five              | producer 20 epizód                             |
| 2002–     |                  | Made                         | producer                                       |
| 2003      |                  | Trigger Happy TV             | producer                                       |
| 2012      |                  | Art of Conflict              | producer                                       |
| 2012–2014 |                  | Sullivan & Son               | producer író 33 epizódban 6 epizódot rendezett |
| 2015      | Csé, mint család | F Is for Family              | producer                                       |